# وادي الزبيب
وادي الزبيب قرية بجزيرة جربة بالجنوب التونسي. تتبع ل معتمدية جربة أجيم، إحدى معتمديات جزيرة جربة الثلاثة، وتقع على مسافة 19 كلم من حومة السوق حومة السوق و حوالي 
16كلم من آجيم معتمدية جربة أجيم ، تحدها شمالا قرية مجماج وشرقا حومة الأرباح فيما يقع في غربها كل من قرية جعبيرة والقرع أما جنوبا فتقع قرية الصرندي التي تتبع إداريّا لعمادة وادي الزبيب.
الجامع الطويل : ويسمى أيضا جامع الجداريّة وهو يقع في وسط قرية وادي الزبيب على مرتفع يعود بنائه للقرن 15 م.
سكانها: أغلب سكانها تربطهم قرابة فيما بينهم وهم من المهاجرين الذين يعمل جلّهم في باريس باريس العاصمة الفرنسيّة.

### مواضيع ذات علاقة
- جربة.
- معتمدية جربة أجيم.
- حومة السوق.
- أجيم.

### وصلات خارجية
1. ↑  "المناطق الترابية (العمادات) حسب الولايات والمعتمديات". اطلع عليه بتاريخ 2024-11-30.